# Liste du patrimoine culturel immatériel de l'humanité au Qatar
Cet article recense les pratiques inscrites au patrimoine culturel immatériel au Qatar.

## Statistiques
Le Qatar ratifie la convention pour la sauvegarde du patrimoine culturel immatériel le 1er septembre 2008. La première pratique protégée est inscrite en 2015.
En 2024, le Qatar compte 5 éléments inscrits au patrimoine culturel immatériel, tous sur la liste représentative.

## Listes

### Liste représentative
Les éléments suivants sont inscrits sur la liste représentative du patrimoine culturel immatériel de l'humanité :
| Élément                                                                              | Type | Subdivision | Année | Lien  | Notes | Illus. |
| ------------------------------------------------------------------------------------ | --- | ----------- | ----- | ----- | --- | ------ |
| Le Majlis, un espace culturel et social                                              | pratiques sociales, rituels et événements festifs traditions et expressions orales                        |             | 2015  | 01076 | Partagé avec l'Arabie saoudite, les Émirats arabes unis et Oman |        |
| Le café arabe, un symbole de générosité                                              | pratiques sociales, rituels et événements festifs traditions et expressions orales                        |             | 2015  | 02111 | Partagé avec l'Arabie saoudite, les Émirats arabes unis et Oman Étendu en 2024 à la Jordanie |        |
| La fauconnerie, un patrimoine humain vivant                                          | connaissances et pratiques concernant la nature et l’univers                                              |             | 2016  | 01708 | Partagé avec l'Allemagne, l'Arabie saoudite, l'Autriche, la Belgique, la Corée du Sud, la Croatie, les Émirats arabes unis, l'Espagne, la France, la Hongrie, l'Irlande, l'Italie, le Kazakhstan, le Kirghizistan, le Maroc, la Mongolie, le Pakistan, les Pays-Bas, la Pologne, le Portugal, la Syrie et la Tchéquie |        |
| Les connaissances, savoir-faire, traditions et pratiques associés au palmier dattier | connaissances et pratiques concernant la nature et l'univers savoir-faire liés à l'artisanat traditionnel |             | 2022  | 01902 | Extension de la pratique inscrite en 2019 Partagé avec l'Arabie saoudite, Bahreïn, l'Égypte, aux Émirats arabes unis, l'Irak, la Jordanie, le Koweït, le Maroc, la Mauritanie, Oman, la Palestine, le Soudan, la Tunisie et le Yémen                                                                                  |        |
| Le henné : rituels, esthétique et pratiques sociales                                 | pratiques sociales, rituels et événements festifs savoir-faire liés à l'artisanat traditionnel            |             | 2024  | 02116 | Partagé avec l'Algérie, l'Arabie saoudite, Bahreïn, l'Égypte, les Émirats arabes unis, l'Irak, la Jordanie, le Koweït, le Maroc, la Mauritanie, Oman, lz Palestine, le Soudan, la Tunisie et le Yémen |        |

### Patrimoine immatériel nécessitant une sauvegarde urgente
Le Qatar ne compte aucun élément listé sur la liste du patrimoine immatériel nécessitant une sauvegarde urgente.

### Registre des meilleures pratiques de sauvegarde
Le Qatar ne compte aucune pratique listée au registre des meilleures pratiques de sauvegarde.